# Kościół św. Jana Nepomucena i Matki Bożej Szkaplerznej we Frampolu
Kościół świętego Jana Nepomucena i Matki Bożej Szkaplerznej – rzymskokatolicki kościół parafialny należący do dekanatu Biłgoraj – Północ diecezji zamojsko-lubaczowskiej.

## Historia
Obecna świątynia murowana, została wybudowana w 1873 roku według projektu archidiecezjalnego Władysława Sienickiego, poświęcona w dniu 11 listopada 1878 roku przez księdza prałata Karnickiego z Zamościa, konsekrowana w dniu 16 maja 1930 roku przez biskupa Mariana Leona Fulmana. W latach 1906–1909 do kościoła zostały dobudowane dwie nawy boczne (mieszczące dwie kruchty boczne). W dniu 13 września 1939 roku, podczas bombardowania miasta, została zniszczona wieża będąca frontonem świątyni. Odbudowano ją w 1951 roku.

## Architektura
Jest to budowla murowana, wzniesiona z kamienia i cegły, składająca się z trzech naw, wybudowana w stylu neogotyckim, przy elewacji frontowej znajduje się wieża, w oknach prezbiterium i nawy głównej są umieszczone witraże wykonane według projektu krakowskiego artysty T. Śliwińskiego w latach 1959–1962. W bocznych nawach są umieszczone mniejsze okna wykonane ze szkła kolorowego oprawionego w ołów. Posadzka z płyt marmurowych została położona w 1980 roku. Świątynia została wymalowana na gładko w ciepłych tonacjach kilku kolorów w 1983 roku.

## Wyposażenie
Ołtarz główny reprezentujący styl neogotycki został wykonany z drewna dębowego, mensa jest murowana. W ołtarzu jest umieszczony duży krucyfiks z Chrystusem naturalnej wielkości, a we wnękach bocznych nastawy znajdują się Dwie Lamentujące Maryje (kupione w Krakowie i wykonane przez J. Kozakiewicza w 1887 roku). Także w ołtarzu głównym – na zasłonie – znajduje się obraz św. Józefa z Dzieciątkiem (kupiony w Innsbrucku w 1896 roku). W nawie głównej są umieszczone 2 obrazy: z prawej strony – św. Jana Nepomucena, a z lewej – Matki Bożej Szkaplerznej (odrestaurowane w 1978 roku). 
W nawach bocznych zamkniętych wnękami, które są podobne do kaplic, znajdują się dwa neogotyckie ołtarze. Ołtarz w prawej nawie mieści obraz Matki Bożej Częstochowskiej. W lewej nawie, w środkowej wnęce ołtarza, jest umieszczona rzeźba Chrystusa Ukrzyżowanego, który obejmuje jednym ramieniem św. Franciszka z Asyżu. Chór muzyczny posiada kształt balkonu, a na nim są umieszczone organy o 20 głosach wykonane w 1966 roku. Na stopniu komunijnym znajduje się barokowa chrzcielnica, wykonana z drewna lipowego. 
Kościół posiada także rokokowe tabernakulum, wykonane w 2. połowie XVIII wieku, rzeźby Boga Ojca i św. Jana Nepomucena, barokowe, wykonane w XVIII wieku oraz płytę nagrobną Anieli z Nacholmów Stawskiej (zmarłej w 1639 roku).

Kościół św. Jana Nepomucena i Matki Bożej Szkaplerznej
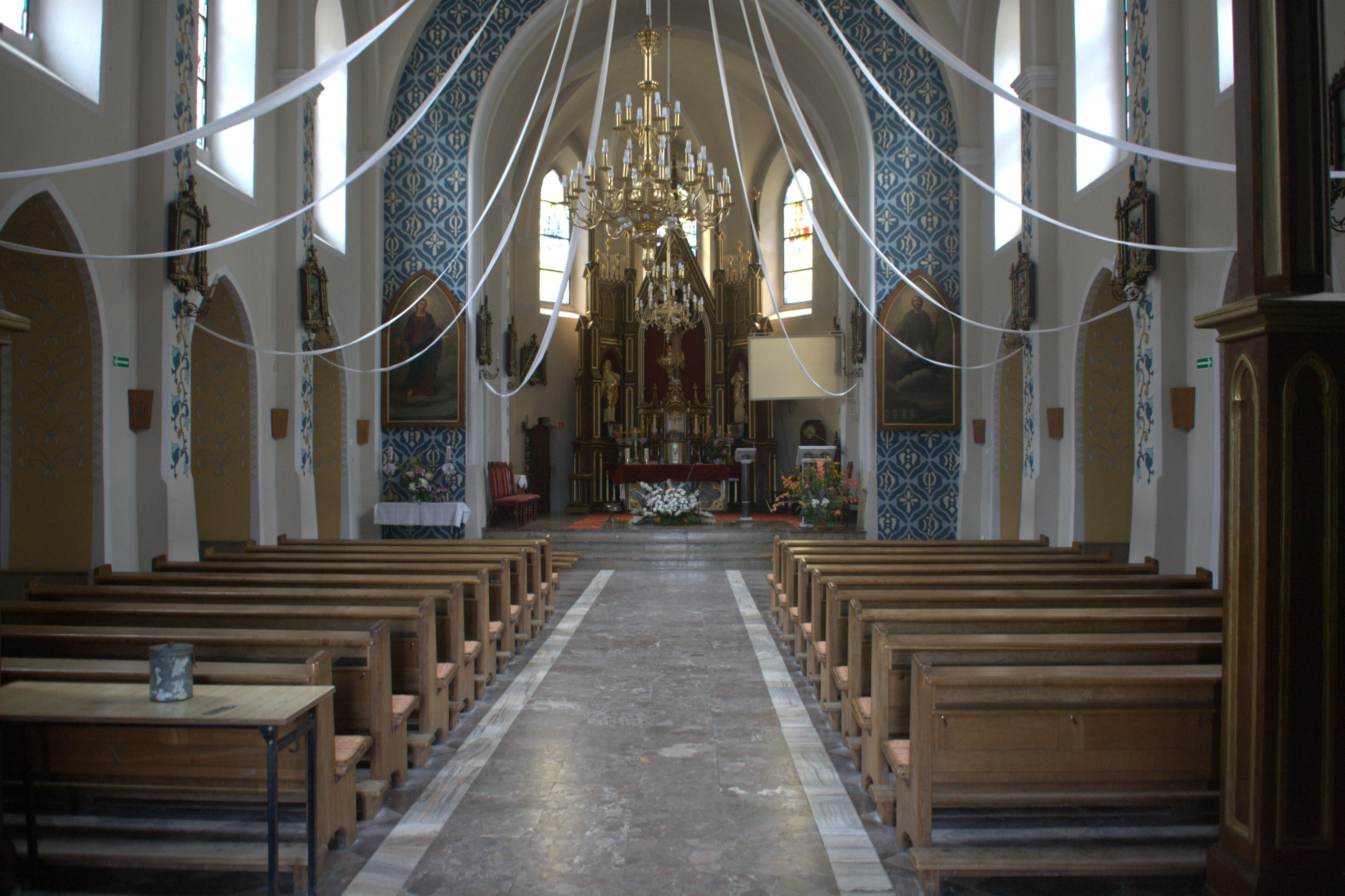
Wnętrze kościoła parafialnego
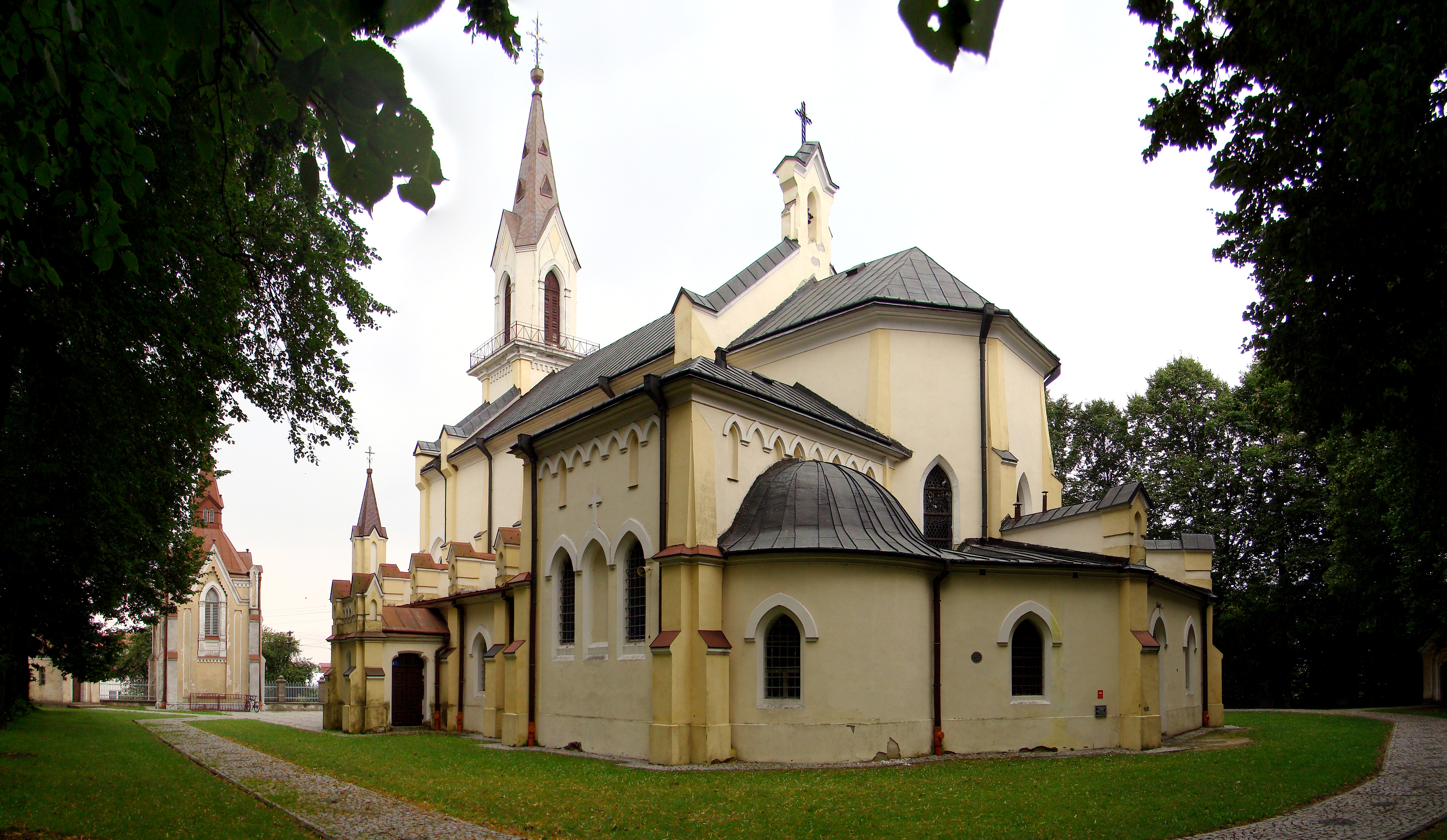
Kościół parafialny
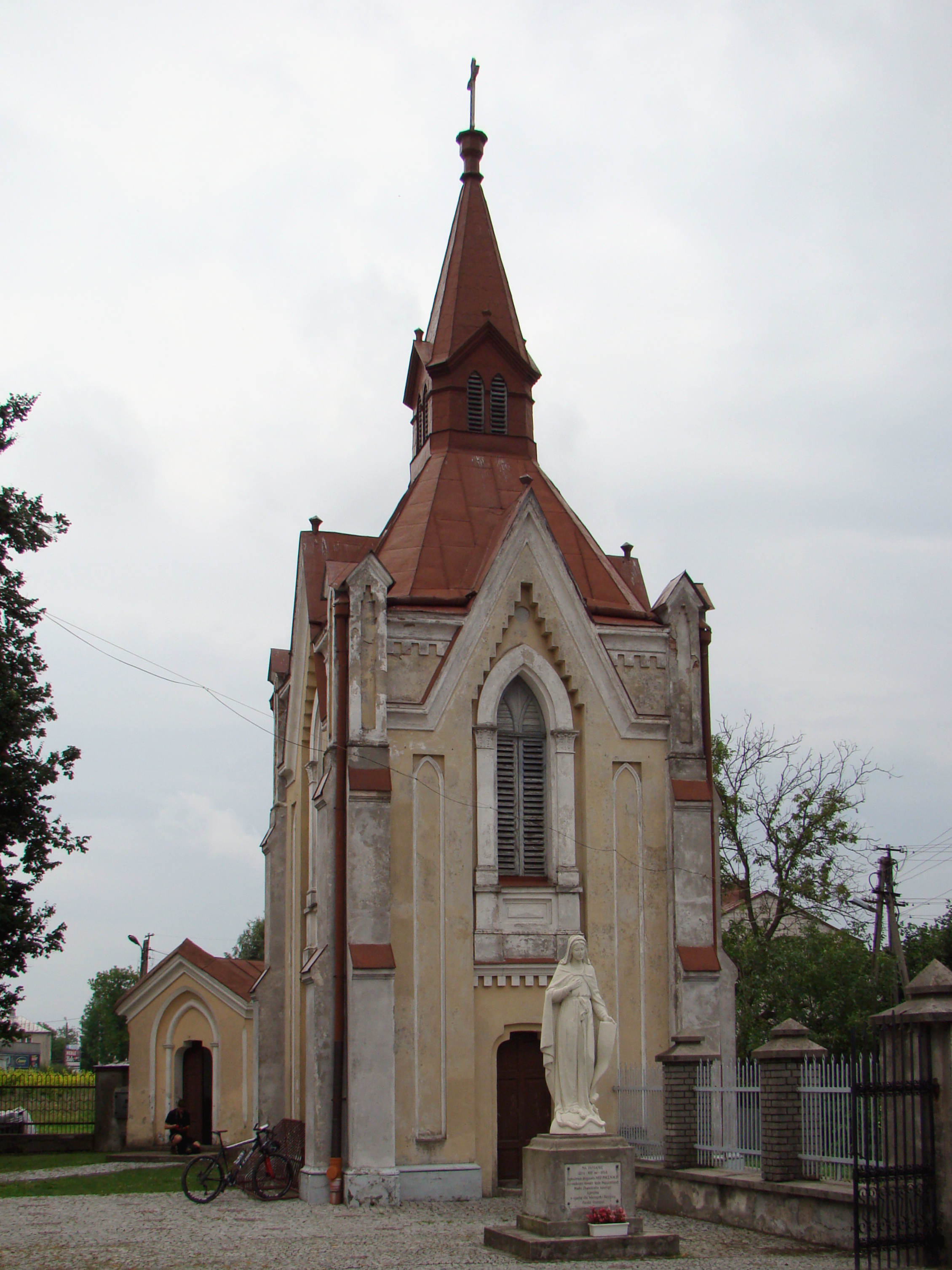
Dzwonnica i figurka MB
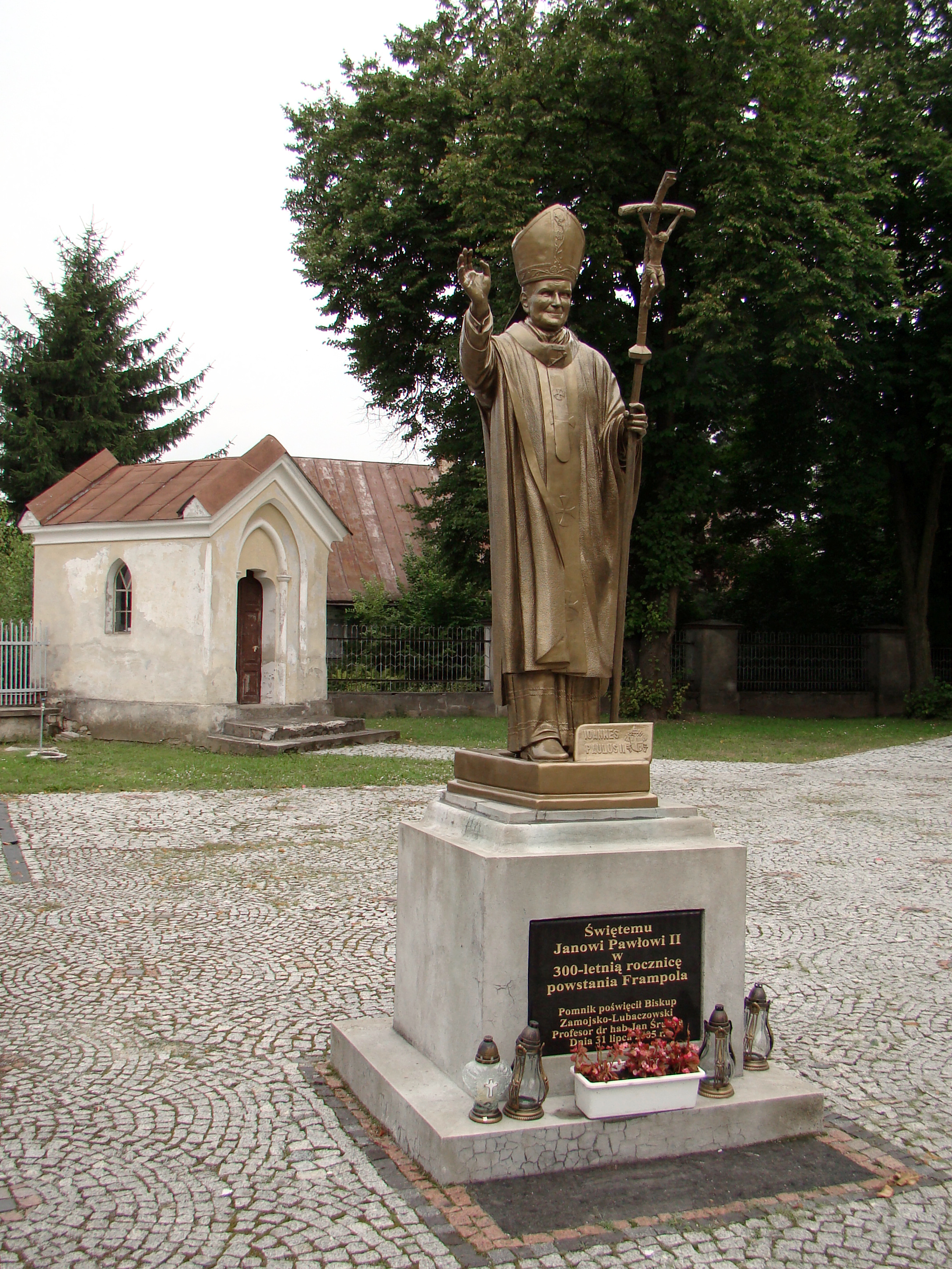
Pomnik JPII i kapliczka w tle